# Coupe continentale féminine de saut à ski 2013-2014
Navigation
Édition précédente Édition suivante
La coupe continentale féminine de saut à ski 2013-2014 est la 10e édition de la coupe continentale féminine de saut à ski, compétition de saut à ski organisée annuellement. Elle se déroule du 14 septembre 2013 au 16 mars 2014.
L'unique rendez-vous estival de Coupe Continentale est en Norvège à Lillehammer pour deux concours les 14 et 15 septembre. La FIS avait programmé deux épreuves à Gérardmer sur le tremplin des Bas-Rupts de 72 mètres, pour la toute première Coupe Continentale en France. Ces compétitions en France sont finalement annulées.
La Coupe hivernale est programmée avec quatre étapes pour huit épreuves disputées, à Notodden en Norvège, à Lahti en Finlande, en Suède à Falun, et à Ruhpolding en Allemagne.

## Points attribués à chaque compétition
| Place  | 1er | 2e  | 3e  | 4e  | 5e  | 6e  | 7e  | 8e  | 9e  | 10e | 11e | 12e | 13e | 14e | 15e |
| ------ | --- | --- | --- | --- | --- | --- | --- | --- | --- | --- | --- | --- | --- | --- | --- |
| Points | 100 | 80  | 60  | 50  | 45  | 40  | 36  | 32  | 29  | 26  | 24  | 22  | 20  | 18  | 16  |
|        |     |     |     |     |     |     |     |     |     |     |     |     |     |     |     |
| Place  | 16e | 17e | 18e | 19e | 20e | 21e | 22e | 23e | 24e | 25e | 26e | 27e | 28e | 29e | 30e |
| Points | 15  | 14  | 13  | 12  | 11  | 10  | 9   | 8   | 7   | 6   | 5   | 4   | 3   | 2   | 1   |

## Calendrier
Source calendrier : FIS
| Date              | Lieu        | Épreuve | Première          | Deuxième         | Troisième        |
| ----------------- | ----------- | ------- | ----------------- | ---------------- | ---------------- |
| 9 août 2013       | Gérardmer   | HS72    | annulé            | annulé           | annulé           |
| 10 août 2013      | Gérardmer   | HS72    | annulé            | annulé           | annulé           |
| 14 septembre 2013 | Lillehammer | HS100   | Ema Klinec        | Jessica Jerome   | Line Jahr        |
| 15 septembre 2013 | Lillehammer | HS100   | Ema Klinec        | Line Jahr        | Jessica Jerome   |
| 13 décembre 2013  | Notodden    | HS100   | Anette Sagen      | Gyda Enger       | Alissa Johnson   |
| 14 décembre 2013  | Notodden    | HS100   | Anette Sagen      | Gyda Enger       | Anna Odine Strøm |
| 15 février 2014   | Lahti       | HS100   | Juliane Seyfarth  | Anna Haefele     | Anna Odine Strøm |
| 16 février 2014   | Lahti       | HS100   | Anna Haefele      | Juliane Seyfarth | Sofya Tikhonova  |
| 1er mars 2014     | Falun       | HS100   | Nina Lussi        | Joanna Szwab     | Wendy Vuik       |
| 2 mars 2014       | Falun       | HS100   | Susanna Forsström | Nina Lussi       | Nita Englund     |
| 22 mars 2014      | Ruhpolding  | HS100   | annulé            | annulé           | annulé           |
| 23 mars 2014      | Ruhpolding  | HS100   | annulé            | annulé           | annulé           |

### Classement

#### Coupe estivale 2013
Classement définitif après les deux épreuves estivales :
| Rang | Nom                   | Points |
| ---- | --------------------- | ------ |
| 1    | Ema Klinec            | 200    |
| 2    | Jessica Jerome        | 140    |
| 2    | Line Jahr             | 140    |
| 4    | Helena Smeby Olsson   | 95     |
| 5    | Maren Lundby          | 95     |
| 6    | Barbara Klinec        | 72     |
| 7    | Gianina Ernst         | 69     |
| 8    | Nina Lussi            | 68     |
| 9    | Pauline Hessler       | 56     |
| 10   | Anna Odine Strøm      | 50     |
| 10   | Jasmine Sepandj       | 50     |
| 12   | Gyda Enger            | 49     |
| 13   | Anniken Mork          | 44     |
| 14   | Susanna Forsström     | 34     |
| 15   | Marte Pauline Skinnes | 31     |
| 16   | Tonje Bakke           | 29     |
| 17   | Sara Meloe            | 27     |
| 18   | Karoline Roestad      | 18     |

#### Coupe hivernale 2014
Classement définitif après six épreuves hivernales :
| Rang | Nom                     | Points |
| ---- | ----------------------- | ------ |
| 1    | Nina Lussi              | 298    |
| 2    | Susanna Forsström       | 257    |
| 3    | Juliane Seyfarth        | 251    |
| 4    | Anna Odine Strøm        | 210    |
| 5    | Anette Sagen            | 200    |
| 6    | Anna Haefele            | 180    |
| 7    | Sofya Tikhonova         | 166    |
| 8    | Gyda Enger              | 160    |
| 9    | Anna Rupprecht          | 152    |
| 9    | Nita Englund            | 152    |
| 11   | Wendy Vuik              | 146    |
| 12   | Jenny Synnoeve Hagemoen | 140    |
| 13   | Ramona Straub           | 130    |
| 14   | Joanna Szwab            | 120    |
| 15   | Alissa Johnson          | 110    |
| 16   | Daria Grushina          | 102    |
| 17   | Magdalena Palasz        | 86     |
| 18   | Anniken Mork            | 81     |